# José Trotta Millán
José Trotta Millán (Barcelona, 11 de abril de 1906-7 de marzo de 1979) fue un violonchelista.
Aprendió su especialidad instrumental con su padre y, en la Escuela Municipal de Música, con el maestro Josep Soler Ventura (violonchelo), al tiempo que también estudió con los maestros Frederic Alfonso Ferrer (solfeo y teoría) y Enric Morera (armonía). Ganó el premio Parramón (1925) en un concurs que presidía Pau Casals, así como también el Extraordinario del Ayuntamiento de Barcelona (1945). Fue primer violonchelista de la Orquestra Pau Casals y concertino de la Orquesta Municipal de su ciudad (en la cual sucedió a Lluís Millet) y de la Orquesta Ciudad de Barcelona, desde que esta se fundó y hasta su jubilación. Fue además catedrático de violonchelo de la Escuela de Música, hoy Conservatorio Municipal, que en 1949 lo distinguió con el Premio Extraordinario.
Poseía técnica, musicalidad y un sonido excelentes que hicieron de él un notable concertista en el repertorio clásico del instrumento, interpretando en diverses actuaciones orquestales conciertos de Joseph Haydn o de Camille Saint-Saëns; Don Quijote, de Richard Strauss; Doble Concert, de Johannes Brahms, este último en colaboración con Gonçal Comellas. 
Sin embargo, tuvo una marcada predilección por la música de cámara, que cultivó formando parte del Quintet Català (1929), posteriormente, del quarteto Pro Artis y, después, de la Agrupació de Cambra de Barcelona, cuyos componentes fueron Eduard Bocquet, Domènec Ponsa y Mateu Valero y que ganó el "Premio Nacional de Música".
Se distinguió especialmente en las suites de Johann Sebastian Bach para violoncelo solo. Pero su carácter, muy cerrado, no le permitió emprendrer una carrera internacional.
El fondo personal de José Trotta se conserva en la Biblioteca de Catalunya.

## Enlaces
- Fons Josep Trotta de la Biblioteca de Catalunya

- Datos: Q11928963